# Billy Jones (gitarist, 1949)
William Harry Jones (Ann Arbor, 20 november 1949 – Spring Hill, 7 februari 1995) was een Amerikaanse rockmuzikant (zang, gitaar), die bekend werd als een van de oprichters van The Outlaws.

## Biografie
Jones groeide op in Tampa, maar woonde lange tijd in Boulder. Toen hij op de middelbare school zat, was hij een baanster met het record in het 440-yard dash.
Jones leverde een belangrijke bijdrage aan de discografie en het commerciële succes van The Outlaws. Hughie Thomasson nodigde hem uit om zich bij The Outlaws aan te sluiten nadat hij hem had zien optreden.
Jones was een zeer getalenteerde muzikant, hij speelde drums, keyboards en gitaar. Hij kreeg een studiebeurs aangeboden aan de Juilliard School of Music, maar wees deze af en koos ervoor om naar de University of South Florida te gaan. Hij was wiskunde-majoor en studeerde af aan de top van zijn klas. Hij onderwees en gaf een tijd les in wiskunde en overwoog fulltime les te geven, maar muziek was Jones' roeping.
Hij nam een album op met de band HY Sledge, voordat hij bij The Outlaws kwam. Hij werd aanvankelijk aangenomen als toetsenist, maar schakelde al snel over op gitaar, waardoor het kenmerkende Outlaws-geluid kon worden uitgekristalliseerd. Na groot bandsucces in de jaren 1970 gingen Jones en The Outlaws in 1981 uit elkaar na het album Ghost Riders.

## Overlijden
Billy Jones overleed in februari 1995 op 45-jarige leeftijd aan een zelf toegebrachte schotwond aan het hoofd. Hij werd bijgezet op de begraafplaats Garden of Memories in Tampa.